# Mesoleptus sawoniewiczi
Mesoleptus sawoniewiczi is een insect dat behoort tot de orde vliesvleugeligen (Hymenoptera) en de familie van de gewone sluipwespen (Ichneumonidae). De wetenschappelijke naam van de soort werd voor het eerst geldig gepubliceerd door Jussila, Saaksjarvi & Bordera in 2010.